# Màrios Kharalambus
Màrios Kharalambus   (Limassol, 18 de juny de 1969) és un exfutbolista xipriota de la dècada de 1990.
Fou 60 cops internacional amb la selecció xipriota.
Pel que fa a clubs, fou jugador, entre d'altres, de Apollon Limassol, Olympiakos Nicosia i Kavala F.C..